# Witwangastrild
De witwangastrild (Delacourella capistrata synoniem: Nesocharis capistrata) is een zangvogel uit de familie Estrildidae (prachtvinken).

## Verspreiding en leefgebied
Deze soort komt voor van Guinee tot zuidelijk Mali, Kameroen, noordelijk Congo-Kinshasa, zuidwestelijk Soedan en westelijk Oeganda.